# Santa Cruz del Norte
Santa Cruz del Norte è un comune di Cuba, situato nella provincia di Mayabeque.